# Cretalamna
Cretalamna is een geslacht van uitgestorven haaien uit de orde van de makreelhaaien dat leefde in het Krijt en Tertiair.
Cretalamna was een van de succesvolste haaiengeslachten. Van 130 tot 13,5 miljoen jaar geleden kwam Cretalamna voor in open zeeën wereldwijd. De soorten joegen op inktvissen, grote vissen, zeeschildpadden en andere kleinere mariene reptielen en later ook op kleinere walvisachtigen.